# John Lighton Synge
John Lighton Synge (* 23. März 1897 in Dublin; † 30. März 1995 ebenda) war ein irisch-kanadischer Mathematiker und theoretischer Physiker, der sich vor allem mit Allgemeiner Relativitätstheorie, Differentialgeometrie,  geometrischer Mechanik und Optik beschäftigte.

## Leben und Werk
Synge besuchte das St. Andrews College in Dublin und studierte ab 1915 am dortigen Trinity College. 1919 schloss er mit einem Master in Mathematik und Physik ab und erhielt gleichzeitig die Goldmedaille des Colleges. 1920 bis 1925 war er Assistenzprofessor in Toronto. 1925 kehrte er an das Trinity College zurück, wo er 1926 promoviert, anschließend Professor für "Natural Philosophy" und außerdem Fellow wurde. 1930 war er wieder in Toronto als Professor für Angewandte Mathematik. 1939 war er an der Princeton University, 1941 Gastprofessor an der Brown University, 1943 Dekan der Mathematikfakultät an der Ohio State University und 1946, nach zwei Jahren als Ballistiker bei der U.S. Air Force, in gleicher Funktion am Carnegie Institute of Technology in Pittsburgh. 1948 wurde er Kollege von Erwin Schrödinger als Professor für Theoretische Physik am 1940 gegründeten Dublin Institute for Advanced Studies. 1972 ging er dort in den Ruhestand.
1943 wurde er Mitglied der Royal Society in London und der London Mathematical Society. Er war auch Mitglied der Royal Society of Canada (er war der erste Empfänger ihrer Henry Marshall Tory-Medaille) und der Royal Irish Academy, deren Präsident er 1961 bis 1964 war. Nach ihm ist ein alle zwei Jahre verliehener Preis des Trinity College in Dublin benannt.
Synges Publikationsliste umfasst über 200 Arbeiten zu den verschiedensten Gebieten der theoretischen und mathematischen Physik. Er hat durch seine Lehre (und nicht zuletzt einige sehr bekannte Lehrbücher) großen Einfluss auf die Entwicklung der Allgemeinen Relativitätstheorie genommen, als diese in den 1950er Jahren noch stagnierte. Insbesondere gab er darin der Darstellung der Theorie eine geometrische Einbettung. Er schrieb auch Lehrbücher über Mechanik und geometrische Optik, in denen er William Rowan Hamiltons einheitlichen geometrischen Zugang zu beiden Gebieten herausarbeitete.
1924 war er Invited Speaker auf dem Internationalen Mathematikerkongress in Toronto (Normals and curvature of a curve in a Riemannian Manifold), ebenso 1932 in Zürich (The equilibrium of a tooth with a general conical root) und 1936 in Oslo (On the connectivity of spaces of positive curvature, sowie Limitations of the behavior of an expanding universe), und 1962 hielt er einen Vortrag in Stockholm (The hamiltonian method applied to water waves).
Er war mit Eleanor Mabel Allen verheiratet, mit der er zwei Töchter hatte. Seine Tochter Cathleen Synge Morawetz war ebenfalls eine bekannte Mathematikerin; sein Onkel John Millington Synge war ein bekannter Dramatiker.
Ihm zu Ehren wird der John L. Synge Award vergeben.

## Werke
- Talking about relativity. North Holland 1970.
- mit Alfred Schild: Tensor Calculus. University of Toronto Press, 1949, 1964, 1969.
- mit Byron Griffith: Principles of Mechanics. McGraw Hill 1942, 3. Auflage, 1959.
- Classical Dynamics. In: Siegfried Flügge (Hrsg.): Handbuch der Physik – Prinzipien der klassischen Dynamik und Feldtheorie. 1960.
- Relativity – the General Theory. North Holland 1960.
- General Relativity. In: de Witt (Hrsg.): Relativity, Dynamics and Topology. Les Houches Lectures 1963.
- Relativity – the Special Theory. North Holland, 1965, 2. Auflage 1972.
- The hypercircle in mathematical physics – a method for the solution of boundary value problems. Cambridge 1957.
- Geometrical optics – an introduction to Hamilton's method. Cambridge 1937.
- Science: Sense and Nonsense, London: Cape 1951.
- Kandelman's Krim; A Realistic Fantasy, London: Cape 1957.
- Relativistic Hydrodynamics, Proc. London Math. Soc., Band 43, 1937, S. 376–416.